# Robert Glatzer
Robert "Bob" Anthony Glatzer (New York, 19 mei 1932 - Spokane, 15 oktober 2010) was een Amerikaans filmcriticus, advocaat en regisseur.

## Biografie
Robert Glatzer werd geboren New York als zoon van Harold en Glenna Glatzer. Hij liep school aan de Little Red Schoolhouse, Elizabeth Irwin High School en het Haverford College. Glatzer koesterde de Joodse gedachte. 
Hij werkte in New York in de reclame en regisseerde enkele films voor het ministerie van Defensie. Hij schreef het boek The New Advertising (1970), maakte vele documentaires over kunstenaars, werkende Amerikanen en het "Smithsonian Folklife Festival". Hij verhuisde in 1973 naar Spokane om "Expo 74 Folklife Festival" te leiden, waar hij zijn vrouw Mary Ann Murphy ontmoette. Nadien startte hij het "Delany/Glatzer" reclamebureau en leidde het tot in de jaren 80.
Glatzer was actief in Spokane als advocaat voor kunstorganisaties en als levendige filmcriticus voor KPBX. Hij publiceerde Beyond Popcorn: A Critical Guide to Looking at Films (2001) en was stichtend lid en artistiek directeur voor het "International Film Festival" in Spokane.
Glatzer gaf ook politiek commentaar op de radio tijdens zijn laatste twee jaar bij KYRS en in de voorgaande jaren met Mike Fitzsimmons op KXLY, en dit met respect voor links vooruit strevende principen. Glatzer was altijd bereid om de waarheid te zeggen over macht en rijke inwoners van Spokane en diepgaande analyses te maken.
Zijn meningen over films waren zeer bekend in de regio van Spokane, omdat Glatzer dienstdeed als filmcriticus voor de publieke radio KPBX in Spokane. Glatzer had een passie voor cinema die hem er in 1964 toe bracht een eigen filmproductiebedrijf op te richten waarmee hij vele industriële films en tv-reclames maakte.
Het Smithsonian Institution huurde Glatzer in het begin van de jaren 1970 in om folkfestivals te filmen. Hierdoor kwam Glatzer in Spokane om een film te maken over de Expo '74. Hij eindigde als hoofdverantwoordelijk van de culturele evenementen tijdens Spokane's Wereldtentoonstelling.
Hij gaf lessen in regisseren en filmkritiek in scholen in de regio en ging verder schrijven over films. De meeste van zijn beoordelingen staan op zijn website: Movies101.com.
Hij was ook oprichtende directeur van het Spokane International Film Festival.
Glatzer schreef ook twee boeken: The New Advertising en Beyond Popcorn: A Critic’s Guide to Looking at Films.

### Privé
In Spokane ontmoette hij Mary Ann Murphy tijdens het Expo 74 Folklife Festival. Zij trouwden in 1977 en stichtte hun gezin op de oever van de Spokane River in Peaceful Valley.
Ze hadden samen drie kinderen: Nicholas, Jessica en Gabriela. Glatzer overleed in 2010 ten gevolge van een hartaanval.

## Filmografie
- The Invaders